# Station Kjosfossen
Het Station Kjosfossen is een halte bij Kjosfossen een waterval in de gemeente Aurland. De halte ligt aan Flåmsbana. Het station, gelegen op 670 meter hoogte, werd speciaal gebouwd voor toeristen die de waterval willen bekijken. Zowel op de heenweg als de terugweg stopt de trein zeven minuten bij de waterval.